# Mental Ray
mental ray 是由德国Mental Images公司开发的一款产品级渲染软件。2007年12月，Mental Images被英伟达公司收购。正如该软件的名字一样，该程序支持光线跟踪算法生成图像。 
mental ray制作了很多电影，例如黑客帝国2：重装上阵、黑客帝国3：矩阵革命、星球大战II：克隆人的进攻、明日之后、绿巨人等。
mental ray的主要对手是RenderMan。

## 特性
mental ray最重要的特性是能通过并行获得高性能。
第三方软件可以通过mental ray的API或者单独的程序与之集成。目前集成了该软件的程序包括：Autodesk Softimage、Autodesk Maya、CATIA等。
mental ray完全可编程，支持用C编程语言或者C++编程语言编写的着色器。该特性可用于在渲染过程中创建几何体等。